# Gérard Dédéyan
Gérard Dédéyan, né le 4 février 1942 à Nantes, est un historien français spécialiste de l'Arménie médiévale et notamment des relations entre arméniens et croisés.
Il est professeur d'histoire médiévale à l'université Paul-Valéry Montpellier 3, membre de l'Académie nationale des sciences de la République d'Arménie et membre associé du Collège de France. Il a notamment étudié l'arménien classique auprès de Frédéric-Armand Feydit.

## Biographie
Il est le père de l'écrivaine Marina Dédéyan, à qui il apporte une aide technique pour ses romans historiques médiévaux. Son père est le professeur Charles Dédéyan.

## Publications
- Gérard Dédéyan, Les pouvoirs arméniens dans le Proche-Orient Méditerranéen (1068-1144) 5 vol., thèse de doctorat : lettres, Paris 1, 1990 (OCLC 490070319).
- Smbat le Connétable, introduction, traduction et notes par Gérard Dédéyan, La Chronique attribuée au connétable Smbat, Geuthner, Paris, 1980 (OCLC 9944662).
- Gérard Dédéyan (dir.), Les Arméniens, histoire d'une chrétienté, Privat, Toulouse, 1990  (ISBN 978-2708953567).
- Gérard Dédéyan et al., Arménie : 3000 ans d'histoire, Éditions Faton, coll. « Les Dossiers d'archéologie », n° 177, Dijon, 1992 (OCLC 233995529).
- Gérard Dédéyan et Jacques Le Goff (dir.), La Méditerranée au temps de saint Louis, actes du colloque d'Aigues-Mortes, 25 et 26 avril 1997, Éd. du SIVOM d'Aigues-Mortes, 2001  (ISBN 978-2951646704).
- Gérard Dédéyan (dir.), Les Arméniens entre Grecs, Musulmans et Croisés : étude sur les pouvoirs arméniens dans le Proche-Orient méditerranéen (1068-1150), 2 vol., Fundação Calouste Gulbenkian, Lisbonne, 2003 (OCLC 62347720).
- Gérard Dédéyan (dir.), Histoire du peuple arménien, Toulouse, Éd. Privat, 2007 (1re éd. 1982), 991 p. [détail de l’édition] (ISBN 978-2-7089-6874-5).
- Isabelle Augé et Gérard Dédéyan (dir.), L'Église arménienne entre Grecs et Latins : fin XIe -milieu XVe siècle, Geuthner, Paris, 2009  (ISBN 978-2705338183).
- Gérard Dédéyan et Karam Rizk (dir.), Le comté de Tripoli : État multiculturel et multiconfessionnel, 1102-1289, actes des journées d'études, Université Saint-Esprit, Kaslik, Liban, décembre 2002, Geuthner, Paris, 2010  (ISBN 978-2705338398).
- Alphonse Cillière (présenté par Gérard Dédéyan, Claire Mouradian et Yves Ternon), 1895 — Massacres d'Arméniens, Privat, coll. « Témoignages pour l'histoire », Toulouse, 2010  (ISBN 978-2-7089-6897-4).
- Gérard Dédéyan , Carol Iancu, (dir.), Du génocide des Arméniens à la Shoah : Typologie des massacres du XXe siècle, Privat, coll. « Regards sur l'histoire » Toulouse, 2015, 640p.  (ISBN 978-2-7089-6955-1).